# Волна (фильм, 2015)
«Волна» (норв. Bølgen) — норвежский фильм-катастрофа режиссёра Роара Утхауга 2015 года. 16 августа того же года фильм был представлен на норвежском международном кинофестивале в Хёугесунне. 2 сентября было принято решение о выдвижении фильма в качестве норвежского кандидата на «Оскар», но номинация так и не состоялась. Кинокартина рассчитана на зрительскую аудиторию: от 15 лет — норвежским зрителям, от 17 лет (R) — американским.

## Сюжет
Геолог Кристиан Айкорд живёт с женой и двумя детьми в маленьком норвежском посёлке Гейрангер, расположенном во фьорде. Его жена Идун работает в гостинице, куда традиционно летом приезжает множество туристов. Кристиан, однако, мечтает перебраться в большой город, и вот его мечта близка к осуществлению: он нашёл в городе работу в нефтяной компании, всё готово для переезда. В свой последний день на работе его провожают коллеги, с которыми он много лет работал на сейсмологической станции. Перед самым его уходом датчики показывают резкое опущение грунтовых вод в двух местах, однако никаких других тревожных событий пока нет. Кристиан должен ехать с детьми в город на новую квартиру, тогда как его жене предстоит последнее ночное дежурство в гостинице. Однако по дороге Кристиан снова поворачивает машину на работу и ещё раз проверяет показания приборов. Пока дети ждут в машине, он с коллегой Арвидом спускается в расщелину и убеждается, что в одном месте провода оборваны: значит, пласт горных пород чуть сдвинулся. Кристиан говорит коллегам, что из-за грунтовых вод пласты горных пород могут прийти в движение и расползтись, и тогда их посёлок погибнет от огромной волны, которая образуется из-за сползания горы. Однако Арвид и остальные коллеги не настроены объявлять тревогу: ситуация выглядит относительно спокойной. Решив, что он слишком разнервничался, Кристиан снова уходит и обнаруживает, что уже вечер и дети не дождались его и пошли к маме в гостиницу. Он идёт ночевать с дочкой Юлией в старый дом, откладывая переезд на завтра, а старший сын Сондре остаётся ночевать в гостинице. Там он берёт скейт и отправляется в подвал гонять на нём по коридорам.
Ночью Кристиан просыпается от ощущения беспокойства. Он разыскивает в мусорном баке старые отчёты о сейсмической активности в Норвегии и убеждается в том, что уже дважды перед лавинами в горах, имело место не расхождение трещин, а, наоборот, их сжимание. Тем временем его коллеги Арвид и Якоб ночуют на станции в горах, а Георг и Марго ведут наблюдение и замечают резкий уход грунтовых вод на всех участках. Арвид и Якоб спускаются в расщелину и в это время происходит сближение плит. Спасая Якоба, Арвид падает в пропасть. Кристиан звонит по телефону и убеждает Марго нажать на кнопку тревоги. Звук сирены в городе оповещает о необходимости срочной эвакуации: до обрушения окрестных гор и возникновения огромного цунами остаётся 10 минут. Кристиан с дочкой уезжают на машине, а Идун с помощницей Вибеке оповещают гостей в номерах, чтобы они как можно быстрее садились в автобус. При этом оказывается, что её сына нигде нет, и Идун бросается обратно в гостиницу на его поиски, а за ней следует пожилая супружеская пара, чтобы помочь ей.
На дороге машины встают в пробке. Кристиан призывает всех выйти из машин и бежать как можно выше на гору. Пока люди бегут, в ущелье появляется огромная волна. Помогая знакомой, нога которой была зажата между машинами, Кристиан отстаёт и в итоге за мгновения до прихода волны садится с женщиной в машину, закрывая все окна. От удара волны стёкла разбиваются, и Кристиан теряет сознание. Тем временем Идун и пара супругов находят Сондре, но волна уже подобралась в гостинице. Они запираются в подвале, при этом Марию уносит водой и её муж Филипп безутешен. Идун предлагает подождать, пока коридор заполнится водой, чтобы давление снаружи и внутри комнаты выровнялось. Филипп впадает в панику и начинает топить Сондре, в результате чего Идун душит Филиппа под водой.
Очнувшись, Кристиан видит, что его знакомая погибла, а волна ушла. Он поднимается выше и находит среди спасшихся свою дочь. Затем он отправляется к гостинице, чтобы узнать, что случилось с женой и сыном. По дороге он видит разрушенные дома и трупы, а также разбитый автобус из гостиницы, в котором все погибли. В гостинице Кристиан находит вещи сына и от отчаяния начинает бить палкой по железной раме окна. Идун и Сондре в подвале слышат звук и начинают стучать в ответ. Поняв, откуда идет звук, Кристиан спускается в подвал и под водой освобождает заваленную камнями дверь, а затем выбирается из подвала с женой и сыном, едва не погибнув от нехватки воздуха.
Наступает утро, прибывают спасатели. Кристиан, Идун и Сондре встречаются с Юлией в палаточном лагере, построенном для пострадавших.

## В ролях
| Актёр              | Роль                          |
| ------------------ | ----------------------------- |
| Кристоффер Йонер   | Кристиан Айкорд (геолог)      |
| Ане Даль Торп      | Идун Карлсен (жена Кристиана) |
| Йонас Хофф Офтебро | Сондре (сын Кристиана и Идун) |
| Эдит Хогенруд-Сэнд | Юлия (дочь Кристиана и Идун)  |
| Фритьов Сохейм     | Арвид (коллега Кристиана)     |
| Томас Бо Ларсен    | Филлип                        |
| Лайла Гуди         | Марго (коллега Кристиана)     |
| Артур Бернинг      | Якоб                          |
| Херман Бернхофт    | Георг                         |
| Эйли Харбо         | Вибеке                        |

## Критика
Фильм «Волна» получил положительные отзывы кинокритиков. На сайте Rotten Tomatoes рейтинг составляет 82 %, основываясь на 102 рецензиях со средним баллом 6,6 из 10. На сайте Metacritic фильм имеет оценку 68 из 100 на основе 26 рецензий критиков, что соответствует статусу «в целом положительные отзывы».

## Продолжение
Осенью 2016 года стало известно, что норвежский фильм-катастрофа «Волна» получит продолжение под названием «Skjelvet» (от норвежского — «Землетрясение»). Кристоффер Йонер, Ане Даль Торп, Йонас Хофф Офтебро и Эдит Хогенруд-Сэнд вернутся к своим ролям. Сюжет фильма-катастрофы будет строиться вокруг сильного землетрясения в Осло. Съёмки проходили в конце 2017 года. Фильм «Разлом» вышел в Норвегии 31 августа 2018 года.